# Dennis Evans (cầu thủ bóng đá, sinh năm 1935)
Dennis Evans (sinh ngày 23 tháng 7 năm 1935) là một cầu thủ bóng đá người Anh, thi đấu ở vị trí hậu vệ ở Football League cho Wrexham và Tranmere Rovers.